# Het Gulden Schot
Het Gulden Schot
was een spelprogramma op de Nederlandse televisie van 1965 tot 1968. Het werd gebracht op de zaterdagavond door omroep KRO en eerst gepresenteerd door Lou van Burg, later door Kees Schilperoort.
De deelnemers aan het spel zagen op hun televisiescherm thuis het vizier van een kruisboog, en gaven via de telefoon instructies ("links", "naar rechts", "lager", "vuur") om zo te pogen een doel te raken.
Gemiddeld keken er ca. vijf miljoen kijkers.
Cees de Lange schreef een liedje genaamd "Het Gulden Schot".
Op het Duitse ZDF werd van 1964 tot 1970 een soortgelijk programma uitgezonden, onder de titel Der goldene Schuß. Van 1964 tot 1967 werd dit programma eveneens gepresenteerd door Lou van Burg, daarna door Vico Torriani. Er werden vijftig afleveringen uitgezonden.
In 1984 kwam het programma in het kader van de Nationale Hartweek voor één keer terug op het Nederlandse scherm; het werd gepresenteerd door Henny Huisman.